# Karl Sachs
Karl Sachs, Carl Sachs (ur. 14 września 1853 w Nysie, zm. 18 sierpnia 1878 na lodowcu Cevedale) – niemiecki zoolog, badacz węgorzy elektrycznych.
Naukę w gimnazjum rozpoczął we Wrocławiu, a ukończył w Berlinie. Od 1871 studiował medycynę na uniwersytecie berlińskim, którą ukończył w 1875. Pod koniec tego roku otrzymał propozycję badania słabo wówczas znanych węgorzy elektrycznych w Ameryce Południowej, gdzie wyjechał we wrześniu 1876. Od listopada tego roku do wiosny 1877 zebrał bogatą kolekcję tych ryb, wykonał rozmaite preparaty i wstępnie opracował. Odłowił także żywe osobniki. W lipcu 1877 powrócił do Niemiec i rozpoczął opracowywanie monografii węgorzy elektrycznych, pisząc jednocześnie książkę o swojej egzotycznej podróży, wydaną w 1879. Prace nad monografią przerwała śmierć badacza, który w czasie turystycznej wędrówki na Monte Cevedale w Tyrolu zginął wraz z kolegą spadając w szczelinę lodowcową.
Po śmierci badacza w wieku 25 lat, pozostawione materiały opracował jego promotor Emil du Bois-Reymond, który wydał je jako pracę Karla Sachsa w roku 1881.

## Prace
- Carl Sachs. Aus den Llanos. Schilderungen einer naturwissenschaftlichen Reise nach Wenezuela. Verlag von Veit & Comp., Leipzig 1879
  - tłum.  De los Llanos. Descripción de un viaje de ciencias naturales a Venezuela. Traducción del Dr. José Izquierdo. Editorial Edime, Caracas- Madrid 1955
- Carl Sachs. Untersuchungen am Zitteraal Gymnotus electricus. Verlag von Veit & Comp., Leipzig 1881

Jego nazwiskiem nazwano wyspecjalizowany narząd elektryczny, tak zwany narząd Sachsa, odkryty u strętwy (Electrophorus electricus).